# Анастасієвка (Ростовська область)
Анастасі́євка (рос. Анастасиевка) — село в Матвієво-Курганському районі Ростовської області Росії. Є центром Анастасієвського сільського поселення.

## Географія
Географічні координати: 47°33' пн. ш. 38°31' сх. д. Часовий пояс — UTC+4.
Анастасієвка розташована на південному схилі Донецького кряжу. Відстань до районного центру, селища Матвієв Курган, становить 40 км. Через село протікає річка Мокрий Яланчик.

### Урбаноніми
- вулиці — Жовтнева, Леніна, Луначарського, Піонерська, Пролетарська;
- провулки — Виконкомівський, Газетний, Горького, Колгоспний, Комсомольський, Степовий, Цегляний, Чкалова[2].

## Населення
За даними перепису населення 2010 року на території села проживало 1475 осіб. Частка чоловіків у населенні складала 46,4% або 684 особи, жінок — 53,6% або 791 особа.

## Соціальна сфера
У населеному пункті діють будинок культури, бібліотека, лікарня, поліклініка, загальноосвітня школа та дошкільний навчальний заклад.

## Пам'ятки
На території села знаходяться братські могили № 29 і на цивільному кладовищі з 362 та 14 радянськими воїнами відповідно, які загинули під час Другої світової війни.

## Відомі люди
- Осін Дмитро Васильович (1912–1987) — Герой Радянського Союзу.